# Atomic Rooster
Atomic Rooster is een Britse rockband, oorspronkelijk gevormd door leden van The Crazy World of Arthur Brown, organist Vincent Crane en drummer Carl Palmer. Doorheen hun geschiedenis was toetsenist Vincent Crane het enige constante lid en schreef het grootste deel van hun materiaal. Hun geschiedenis wordt bepaald door twee perioden: het begin van het midden van de jaren 1970 en het begin van de jaren 1980. De band onderging radicale stijlveranderingen, maar ze zijn vooral bekend om het harde, progressieve rockgeluid van hun hitsingles Tomorrow Night (VK #11) en Devil's Answer (VK #4), beide in 1971.
In 2016 hervormde Atomic Rooster met toestemming van Crane's weduwe.

## Bezetting
Oprichters
- Vincent Crane (keyboards)
- Carl Palmer (drums, tot 1970)

Laatste bezetting
- Vincent Crane (keyboards)
- Bernie Torme (gitaar, vanaf 1981)
- Paul Hammond (drums, 1970, 1971, vanaf 1980)

Voormalige leden
- Nick Graham (zang, basgitaar, 1969, 1970)
- John Du Cann (zang, gitaar, 1970, 1971, 1980, 1981)
- Peter French (zang, 1971, 1972)
- Steve Bolton (gitaar, 1971–1973)
- Chris Farlowe (zang, 1972–1974)
- Rick Parnell (drums, 1970, 1971–1974)
- Johnny Mandala[7] (gitaar, 1973, 1974)
- Preston Heyman (drums, 1980)

## Geschiedenis

### Oorspronkelijke periode (1969-1975)
In de zomer van 1969 splitste de Crazy World of Arthur Brown zich tijdens een tweede Amerikaanse tournee. Toetsenist Vincent Crane en drummer Carl Palmer besloten Arthur Brown te verlaten en naar Engeland terug te keren op vrijdag 13 juni 1969, het jaar van de haan in de Chinese kalender, en regelden een ontmoeting met Brian Jones, die net was vertrokken bij The Rolling Stones, om een samenwerking te bespreken. Na de dood van Jones op 3 juli 1969 namen ze de naam Atomic Rooster aan (met invloed van de Amerikaanse band Rhinoceros) en namen al snel Nick Graham aan voor bas en zang. Ze volgden met wat de Crazy World van Arthur Brown was geweest, een arrangement van zang, orgel, bas en drums.
Ze begonnen al snel met liveoptredens in Londen. Bij hun eerste headliner-optreden in het London Lyceum op 29 augustus 1969 was de openingsact Deep Purple. Ze sloten uiteindelijk een deal met B&C Records en namen hun debuutalbum op in december 1969. Hun eerste lp Atomic Roooster werd uitgebracht in februari 1970, samen met de single Friday the 13th.
In maart werd zanger/gitarist John Cann van de acid/progressive rockband Andromeda toegevoegd. Echter, net toen Cann erbij kwam, vertrok bassist/zanger Nick Graham. Cann nam de zang over, terwijl de baslijnen op Crane's Hammondorgel werden overdubd met een combinatie van linkerhand en pedalen.
Atomic Rooster hervatte het optreden tot eind juni 1970, toen Carl Palmer zijn vertrek aankondigde om zich bij Emerson, Lake & Palmer aan te sluiten. Ric Parnell vervulde de drumplek tot augustus, toen Paul Hammond van Farm werd gerekruteerd. Ze namen vervolgens hun tweede album Death Walks Behind You op, uitgebracht in september 1970. Oorspronkelijk was het commercieel niet succesvol, zoals het eerste album, maar in februari 1971 bereikte de single Tomorrow Night nummer 11 in de UK Singles Chart en het album bereikte nummer 12 in de UK Albums Chart. Atomic Rooster verscheen in Top of the Pops en toerde om het album te ondersteunen.
In juni 1971, net voordat ze hun bezetting opnieuw begonnen te configureren, bereikte de single Devil's Answer nummer 4 in het Verenigd Koninkrijk. Atomic Rooster begon met het opnemen van In Hearing of Atomic Rooster (VK #18). Crane vond dat de band een zanger nodig had die kon projecteren naar een publiek en vroeg Leaf Hound-zanger Pete French om auditie te doen voor de band. Niet lang nadat French de studio binnenkwam, begon Cann zich steeds meer gemarginaliseerd te voelen, nadat hij was ontheven van zijn vocale taken en vooral nadat hij had gehoord hoeveel Crane het meeste van zijn gitaarwerk op het album had gemengd. Hij verliet prompt de band. Paul Hammond volgde hem om Bullet te formeren, later omgedoopt tot Hard Stuff. French nam alle vocalen op het album op (behalve Black Snake, gezongen door Crane), dat werd uitgebracht in augustus 1971.
De bezetting van Atomic Rooster met Pete French op zang, Steve Bolton op gitaar, een terugkerende Ric Parnell op drums en Crane op keyboards toerde door Italië, daarna door Amerika en Canada. Deze bezetting speelde tijdens een benefietconcert in september 1971 op het cricketveld The Oval, waar ze voor zo'n 65.000 mensen speelden en Faces en The Who ondersteunde. Ze bleven toeren tot ten minste december 1971. French tekende bij Atlantic Records en voegde zich bij de Amerikaanse rockband Cactus en verscheen op hun album 'Ot 'n' Sweaty uit 1972.
In februari 1972 rekruteerde Crane zanger Chris Farlowe, destijds bij Colosseum, om de plaats van French in te nemen. Ze gingen op tournee en namen hun eerste album samen op in het voorjaar van 1972. Daarna brachten ze het album Made in England samen met de single Stand by Me uit bij Dawn Records en de progressieve en heavy rock neigingen van de andere publicaties waren verdwenen. De single kwam niet in de hitlijsten en het album trok amper aandacht, ook al volgden er nog tournees.
Gitarist Steve Bolton vertrok eind 1972 en werd vervangen door John Goodsall, die optrad onder de naam Johnny Mandala. Ze brachten in 1973 het album Nice 'n' Greasy uit, samen met de single Save Me, een bewerking van Friday the 13th. Deze keer was het in een complete funkstijl. Na bijna twee jaar zonder enige hits, liet Dawn Records de band vallen. Na een tournee vertrokken Farlowe, Mandala en Parnell. De single Tell Your Story, Sing Your Song werd in maart 1974 uitgebracht door Vincent Crane's Atomic Rooster bij Decca Records. Alle daaropvolgende optredens werden gespeeld door Crane, samen met leden van de bluesband Sam Apple Pie. Een laatste concert werd gespeeld in februari 1975, een benefietconcert voor de RSPCA, Crane ontbond daarna Atomic Rooster.

### Tijdens de onderbreking (1975-1979)
Vincent Crane stelde tussen 1976 en 1977 de muziek samen voor een aantal toneelstukken en musicals in Engeland, waaronder twee van Peter Greens radio-uitzendingen. Crane werkte opnieuw samen met Arthur Brown om op zijn album Chisholm In My Bosom te spelen en in 1979 brachten ze het album Faster Than the Speed of Light uit. Crane en Brown zouden ook een vertolking van Green Door uitvoeren, gekleed in hoge hoed en staart.
Cann, Hammond en John Gustafson brachten tussen 1972 en 1973 twee albums uit als Hard Stuff. Hard Stuff eindigde toen Cann en Hammond verwondingen opliepen bij een auto-ongeluk. Daarna vulde Cann de gitaarplek in bij Thin Lizzy voor een tournee door Duitsland in 1974, voordat hij de weg op ging om muziek te schrijven voor advertenties en jingles in Engeland. In 1977 nam hij het soloalbum The World's Not Big Enough op met leden van Status Quo en Gillan, voordat hij vernam dat zijn platenmaatschappij het niet zou uitbrengen. Nadat hij in 1979 zijn naam had veranderd in John Du Cann, had hij een kleine hit met zijn vertolking van Don't Be a Dummy, gebruikt in een Lee Cooper-jeansadvertentie. Ook in 1977 speelde Paul Hammond drums bij T.H.E., een trio met Pete Newnham (Cockney Rebel/Window) op gitaar en zang, en Mike Marchant (Third Ear Band) op bas en zang. De single Rudi werd dat jaar uitgebracht bij B&C Records onder de naam Pete Newnham, die een collector's item is geworden. Dat nummer en de twee niet eerder uitgebrachte nummers Johnny the Snark en Play with Fire verschenen op Bored Teenagers No. 5 van Detour Records.

### Reformatieperiode (1980-1983)
In 1980 nam Crane contact op met Du Cann en na enige discussie kreeg hij een Atomic Rooster-reformatie op gang. Ze rekruteerden sessiedrummer Preston Heyman en namen een album en een 7/12" single op bij EMI Records. Het album Atomic Rooster (1980) werd gevolgd door een tournee, maar Heyman vertrok in oktober en Paul Hammond keerde terug om drums te spelen, nadat Ginger Baker twee weken inviel. Ze bleven toeren en brachten twee singles uit in 1981 en 1982. Du Cann kon echter niet op het laatste moment boeken op het Reading Festival, dus gebruikten Crane en Hammond Mick Hawksworth (ex-Andromeda) als stand-in. John McCoy stapte later in op bas op aandringen van Polydor, voor wie ze nog de twee singles Play It Again en End of the Day zouden uitbrengen, die slechts enige aandacht kregen in de heavy metal hitlijst. Polydor liet kort daarna de band vallen.
Nu Du Cann weg was, begon Crane met een nieuwe vorm van Atomic Rooster. Paul Hammond bleef aan en speelde drums voor het volgende album Headline News (1983), opgenomen eind 1982. Verschillende gitaristen speelden op het album, waaronder David Gilmour van Pink Floyd, Bernie Tormé van Gillan en John Mizarolli. Crane voegde zang toe aan het album, samen met zijn vrouw op de achtergrondzang. Een tournee door Duitsland en Italië omvatte Bernie Tormé op gitaar. Mizarolli speelde gitaar voor verschillende Britse concerten.Headline News werd uitgebracht in juni 1983 en had een heel ander geluid dan alles wat ze ooit hadden gedaan, inclusief elektronica en synthesizers. Het album is volledig geschreven door Vincent Crane, waardoor sommigen het als een soloalbum van Crane zagen.
Crane stopte eind 1983 opnieuw met Atomic Rooster. In 1984 ging hij verder met het project Katmandu met Peter Green, Ray Dorset en Jeff Whittaker en namen ze het album A Case for the Blues op.
In 1985 trad Crane toe tot Dexy's Midnight Runners, waar hij piano speelde voor hun album Don't Stand Me Down en twee singles, waarvan één het themalied werd voor de televisieserie Brush Strokes.
Dexy's Midnight Runners ontbonden in 1987 en Crane was van plan Atomic Rooster opnieuw te hervormen met Du Cann. Een Duitse tournee was gepland voor 1989, maar Crane overleed op 14 februari aan een overdosis pijnstillers. Du Cann sloot een deal met Angel Air Records en hield toezicht op de publicatie en heruitgave van veel van zijn en Atomic Roosters materiaal, inclusief liveopnamen, compilaties, compilaties van niet-uitgebracht materiaal en heruitgaven van albums met extra materiaal.

### Revival en nieuwe bezetting (2016-heden)
In 2016 speelde een nieuwe bezetting van Atomic Rooster samen met toestemming van Crane's weduwe. Het eerste optreden was een rustige warming-up in Clitheroe, Lancashire op 14 juli 2016. De bezetting was Pete French en Steve Bolton, plus toetsenist Christian Madden, basgitarist Shug Millidge en drummer Bo Walsh. In 2017 werd Madden vervangen door Adrian Gautrey en in september 2019 kondigde de Facebook-pagina van Atomic Rooster het vertrek van French aan vanwege muzikale meningsverschillen, maar hij heeft sindsdien aangekondigd dat hij door zal gaan met de band.

## Overlijden
Crane overleed in 1989 aan een overdosis pijnstillers. Paul Hammond overleed in 1992 en Du Cann in 2011.

## Discografie

### Singles
- 1970 - Friday the 13th / Banstead
- 1971 - Tomorrow Night / Play the Game
- 1971 - Devil's Answer / The Rock
- 1972 - Stand by Me / Never to Lose
- 1972 - Save Me / Close Your Eyes
- 1974 - Tell Your Story, Sing Your Song (als Vincent Crane's Atomic Rooster)
- 1980 - Do You Know Who's Looking for You? / Throw Your Life Away
- 1980 - Do You Know Who's Looking for You? (extended) / Throw Your Life Away (maxi-single)
- 1981 - Play It Again / Start to Live
- 1981 - Play It Again / Start to Live / Devil's Answer (Live) (maxi-single)
- 1982 - End of the Day / Living Underground
- 1982 - End of the Day / Living Underground / Tomorrow Night (nieuwe versie) (maxi-single)
- 1983 - Land of Freedom / Carnival
- 1983 - Land of Freedom (extended versie) / Carnival (maxi-single)

### Studioalbums
- 1970 - Atomic Ro-o-oster
- 1970 - Death Walks Behind You
- 1971 - In Hearing of...
- 1972 - Made in England
- 1973 - Nice 'n' Greasy
- 1980 - Atomic Rooster
- 1983 - Headline News

### Livealbums / compilaties
- 1974 - Assortment
- 1980 - Home to Roost
- 1983 - Live in Germany
- 1986 - Kiss Yer Skull Goodbye
- 1989 - The Devil Hits Back
- 1989 - The Best & The Rest of
- 1991 - The Collection
- 1993 - Live in Concert – BBC Radio 1
- 1997 - The Ultimate Chicken Meltdown 1980–1982
- 1998 - Devil's Answer-BBC Sessions
- 2000 - Live and Raw 70/71
- 2005 - Rebel with a Clause (2 cd's)
- 2006 - Dance of Death - Best (alle titels digitaal geremasterd, cd-tekst)
- 2008 - Homework (uit 1981, nooit gepubliceerd)